# White Bull

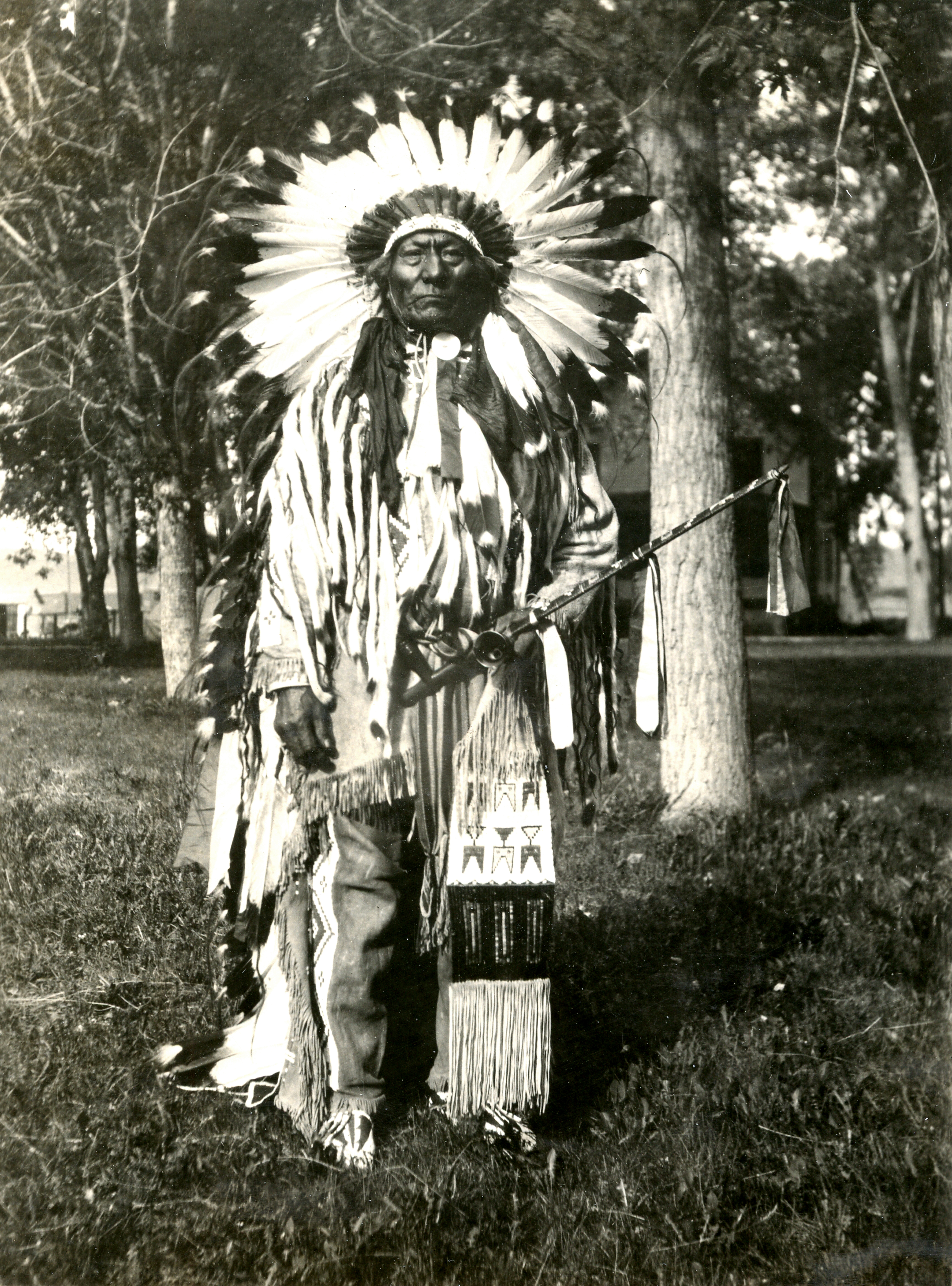
White Bull, Minneconjou-Lakota, anlässlich des 50. Jahrestages der Schlacht am Little Bighorn, 1926

White Bull (englisch, deutsch: Weißer Bulle; Lakota: Tȟatȟáŋka Ská – Weißer Bulle; * April 1849; † 21. Juni 1947), später bekannt als Joseph White Bull, war ein Neffe von Sitting Bull und selbst ein berühmter Krieger. White Bull nahm an der Schlacht am Little Bighorn am 25. Juni 1876 teil.

## Frühes Leben
White Bull wurde in den Black Hills, South Dakota geboren und trug ursprünglich den Namen Bull-Standing-with-Cow. Er stammte aus einer anerkannten Sioux-Familie und war der Sohn von Good Feather, der Schwester von Sitting Bull, und Makes Room, einem angesehenen Häuptling der Minneconjou. Sein Bruder war One Bull. Im Alter von nur 16 Jahren wurde White Bull ein geschickter Krieger und erntete Anerkennung für seine Tapferkeit, indem er drei Späher von ihren Pferden absetzte und 10 Pferde für seinen Stamm eroberte. Zu Ehren seiner Leistungen gab ihm sein Onkel Black Moon den Namen White Bull.

## Little Bighorn
Jahrelang ging das Gerücht um, dass White Bull behauptet habe, Lt. Colonel George Armstrong Custer in der berüchtigten Schlacht getötet zu haben. Diejenigen, die White Bull kannten, bestritten dies jedoch und erklärten, er habe sich nie damit gebrüstet, sondern vielmehr angegeben, mit Custer gekämpft zu haben. Nach der Schlacht schloss sich White Bull seinem Onkel, Sitting Bull, dem Anführer der Hunkpapa-Sioux, an und floh nach Kanada. Auch der junge Häuptling Solomon „Smoke“ und Häuptling No Neck (Lakota: Tȟahú Waníče) (diese beiden Häuptlinge waren die Söhne des alten Häuptlings Smoke; * 1774; † 1864) flohen mit White Bull und Sitting Bull und ihren Gruppen nach Kanada.
White Bull ergab sich 1876 den Regierungstruppen. Er wurde schließlich Häuptling und löste seinen Vater Makes Room nach dessen Tod ab. Er fungierte als Richter des Court of Indian Offenses und setzte sich für die Landansprüche der Lakota in den Black Hills ein. White Bull starb 1947 in South Dakota.
White Bulls Beziehung zu seinem Onkel machte ihn zu einem wichtigen Mitwirkenden an Stanley Vestals Biografie über Sitting Bull.

## Populärkultur
White Bull, gespielt von Sal Mineo, wurde 1958 als Figur in dem Disney-Western-Abenteuerfilm Tonka verwendet.